# Emst
Emst je selo u Nizozemskoj. Nalazi se u općini Epe u pokrajini Gelderland.
Nalazi se na 52°18'54" sjeverne zemljopisne širine i 5°58'21" istočne zemljopisne dužine.
Smješten je u šumskom području Veluweu.

## Stanovništvo
Prema procjeni 2005. je imao oko 3000 stanovnika.

## Poznate osobe
Rodno je mjesto nogometaša Marca Overmarsa, poznatog nizozemskog nogometnog reprezentativca i Eddyja Tiela, nizozemskog hokejaškog reprezentativca i osvajača olimpijskih odličja.